# Liste des titres musicaux numéro un en Autriche en 2020
Cette page liste les titres numéro un dans les meilleures ventes de disques en Autriche pour l'année 2020.

## Classement des singles
| N° | Date         | Artiste                       | Titre                            | Référence |
| -- | ------------ | ----------------------------- | -------------------------------- | --------- |
| 1  | 3 janvier    | Mariah Carey                  | All I Want for Christmas Is You  |           |
| 2  | 10 janvier   | Tones and I                   | Dance Monkey                     |           |
| 3  | 17 janvier   | RAF Camora                    | Maschine                         |           |
| 4  | 24 janvier   | Tones and I                   | Dance Monkey                     |           |
| 5  | 31 janvier   | Juju & Loredana               | Kein Wort                        |           |
| 6  | 7 février    | Gzuz                          | Donuts                           |           |
| 7  | 14 février   | Joker Bra & Vize              | Baby                             |           |
| 8  | 21 février   | Joker Bra & Vize              | Baby                             |           |
| 9  | 28 février   | The Weeknd                    | Blinding Lights                  |           |
| 10 | 6 mars       | The Weeknd                    | Blinding Lights                  |           |
| 11 | 13 mars      | The Weeknd                    | Blinding Lights                  |           |
| 12 | 20 mars      | Loredana feat. Rymez          | Angst                            |           |
| 13 | 27 mars      | The Weeknd                    | Blinding Lights                  |           |
| 14 | 3 avril      | The Weeknd                    | Blinding Lights                  |           |
| 15 | 10 avril     | The Weeknd                    | Blinding Lights                  |           |
| 16 | 17 avril     | The Weeknd                    | Blinding Lights                  |           |
| 17 | 24 avril     | Bonez MC                      | Shotz Fired                      |           |
| 18 | 1er mai      | The Weeknd                    | Blinding Lights                  |           |
| 19 | 8 mai        | Shirin David                  | 90-60-111                        |           |
| 20 | 15 mai       | Capital Bra & Loredana        | Nicht verdient                   |           |
| 21 | 22 mai       | Apache 207                    | Fame                             |           |
| 22 | 29 mai       | Apache 207                    | Fame                             |           |
| 23 | 5 juin       | Bonez MC                      | Roadrunner                       |           |
| 24 | 12 juin      | AK Ausserkontrolle & Bonez MC | In meinem Benz                   |           |
| 25 | 19 juin      | DaBaby feat. Roddy Ricch      | Rockstar                         |           |
| 26 | 26 juin      | Ufo361                        | Emotions                         |           |
| 27 | 3 juillet    | Bonez MC                      | Big Body Benz                    |           |
| 28 | 10 juillet   | Jawsh 685 & Jason Derulo      | Savage Love (Laxed – Siren Beat) |           |
| 29 | 17 juillet   | Apache 207                    | Bläulich                         |           |
| 30 | 24 juillet   | Jawsh 685 & Jason Derulo      | Savage Love (Laxed – Siren Beat) |           |
| 31 | 31 juillet   | Jawsh 685 & Jason Derulo      | Savage Love (Laxed – Siren Beat) |           |
| 32 | 7 août       | Jawsh 685 & Jason Derulo      | Savage Love (Laxed – Siren Beat) |           |
| 33 | 14 août      | Jawsh 685 & Jason Derulo      | Savage Love (Laxed – Siren Beat) |           |
| 34 | 21 août      | Jawsh 685 & Jason Derulo      | Savage Love (Laxed – Siren Beat) |           |
| 35 | 28 août      | Jawsh 685 & Jason Derulo      | Savage Love (Laxed – Siren Beat) |           |
| 36 | 4 septembre  | Capital Bra feat. Cro         | Frühstück in Paris               |           |
| 37 | 11 septembre | 24kGoldn feat. Iann Dior      | Mood                             |           |
| 38 | 18 septembre | 24kGoldn feat. Iann Dior      | Mood                             |           |
| 39 | 25 septembre | 24kGoldn feat. Iann Dior      | Mood                             |           |
| 40 | 2 octobre    | 24kGoldn feat. Iann Dior      | Mood                             |           |
| 41 | 9 octobre    | 24kGoldn feat. Iann Dior      | Mood                             |           |
| 42 | 16 octobre   | 24kGoldn feat. Iann Dior      | Mood                             |           |
| 43 | 23 octobre   | 24kGoldn feat. Iann Dior      | Mood                             |           |
| 44 | 30 octobre   | 24kGoldn feat. Iann Dior      | Mood                             |           |
| 45 | 6 novembre   | Bonez MC                      | Angeklagt                        |           |
| 46 | 13 novembre  | Bonez MC                      | Angeklagt                        |           |
| 47 | 20 novembre  | 24kGoldn feat. Iann Dior      | Mood                             |           |
| 48 | 27 novembre  | 24kGoldn feat. Iann Dior      | Mood                             |           |
| 49 | 4 décembre   | 24kGoldn feat. Iann Dior      | Mood                             |           |
| 50 | 11 décembre  | Mariah Carey                  | All I Want for Christmas Is You  |           |
| 51 | 18 décembre  | Mariah Carey                  | All I Want for Christmas Is You  |           |
| 52 | 25 décembre  | Mariah Carey                  | All I Want for Christmas Is You  |           |

## Classement des albums
| N° | Date         | Artiste                                                              | Titre                                        | Référence |
| -- | ------------ | -------------------------------------------------------------------- | -------------------------------------------- | --------- |
| 1  | 3 janvier    | Robbie Williams                                                      | The Christmas Present                        |           |
| 2  | 10 janvier   | Bande originale                                                      | Die Eiskönigin II                            |           |
| 3  | 17 janvier   | Daniela Alfinito                                                     | Liebes-Tattoo                                |           |
| 4  | 24 janvier   | Orchestre philharmonique de Vienne Direction : Andris Nelsons        | Neujahrskonzert 2020                         |           |
| 5  | 31 janvier   | Die Draufgänger                                                      | Grün                                         |           |
| 6  | 7 février    | Eminem                                                               | Music to Be Murdered By                      |           |
| 7  | 14 février   | RAF Camora                                                           | Zenit                                        |           |
| 8  | 21 février   | Die Amigos                                                           | 50 Jahre: Unsere Schlager von damals         |           |
| 9  | 28 février   | Gzuz                                                                 | Gzuz                                         |           |
| 10 | 6 mars       | BTS                                                                  | Map Of The Soul: 7                           |           |
| 11 | 13 mars      | Böhse Onkelz                                                         | Böhse Onkelz                                 |           |
| 12 | 20 mars      | Böhse Onkelz                                                         | Böhse Onkelz                                 |           |
| 13 | 27 mars      | Haze                                                                 | Brot & Spiele                                |           |
| 14 | 3 avril      | The Weeknd                                                           | After Hours                                  |           |
| 15 | 10 avril     | Pearl Jam                                                            | Gigaton                                      |           |
| 16 | 17 avril     | The Kelly Family                                                     | 25 Years Later                               |           |
| 17 | 24 avril     | Ramon Roselly                                                        | Herzenssache                                 |           |
| 18 | 1er mai      | Samra                                                                | Jibrail und Iblis                            |           |
| 19 | 8 mai        | Ufo361                                                               | Rich Rich                                    |           |
| 20 | 15 mai       | Ramon Roselly                                                        | Herzenssache                                 |           |
| 21 | 22 mai       | Andrea Berg                                                          | Mosaik                                       |           |
| 22 | 29 mai       | Calimeros                                                            | Sommer, Sonne, Honolulu                      |           |
| 23 | 5 juin       | Compilation                                                          | Sing meinen Song – Das Tauschkonzert, Vol. 7 |           |
| 24 | 12 juin      | Lady Gaga                                                            | Chromatica                                   |           |
| 25 | 19 juin      | Thomas Anders & Florian Silbereisen                                  | Das Album                                    |           |
| 26 | 26 juin      | Thomas Anders & Florian Silbereisen                                  | Das Album                                    |           |
| 27 | 3 juillet    | Bob Dylan                                                            | Rough and Rowdy Ways                         |           |
| 28 | 10 juillet   | Bob Dylan                                                            | Rough and Rowdy Ways                         |           |
| 29 | 17 juillet   | Pop Smoke                                                            | Shoot for the Stars, Aim for the Moon        |           |
| 30 | 24 juillet   | Die Amigos                                                           | Tausend Träume                               |           |
| 31 | 31 juillet   | Bob Dylan                                                            | Rough and Rowdy Ways                         |           |
| 32 | 7 août       | Fantasy                                                              | 10.000 bunte Luftballons                     |           |
| 33 | 14 août      | Apache 207                                                           | Treppenhaus                                  |           |
| 34 | 21 août      | Deep Purple                                                          | Whoosh!                                      |           |
| 35 | 28 août      | Julian le Play                                                       | Tandem                                       |           |
| 36 | 4 septembre  | AK Ausserkontrolle                                                   | A.S.S.N. 2                                   |           |
| 37 | 11 septembre | Metallica & San Francisco Symphony Direction : Michael Tilson Thomas | S&M2                                         |           |
| 38 | 18 septembre | The Rolling Stones                                                   | Goats Head Soup                              |           |
| 39 | 25 septembre | Bonez MC                                                             | Hollywood                                    |           |
| 40 | 2 octobre    | Capital Bra                                                          | CB7                                          |           |
| 41 | 9 octobre    | Kontra K                                                             | Vollmond                                     |           |
| 42 | 16 octobre   | Ufo361                                                               | Nur für Dich                                 |           |
| 43 | 23 octobre   | Kastelruther Spatzen                                                 | Liebe für die Ewigkeit                       |           |
| 44 | 30 octobre   | KC Rebell & Summer Cem                                               | Maximum III                                  |           |
| 45 | 6 novembre   | Bruce Springsteen                                                    | Letter to You                                |           |
| 46 | 13 novembre  | Melissa Naschenweng                                                  | LederHosenRock                               |           |
| 47 | 20 novembre  | Melissa Naschenweng                                                  | LederHosenRock                               |           |
| 48 | 27 novembre  | AC/DC                                                                | Power Up                                     |           |
| 49 | 4 décembre   | Andreas Gabalier                                                     | A Volks-Rock‘n’Roll Christmas                |           |
| 50 | 11 décembre  | Andreas Gabalier                                                     | A Volks-Rock‘n’Roll Christmas                |           |
| 51 | 18 décembre  | Andreas Gabalier                                                     | A Volks-Rock‘n’Roll Christmas                |           |
| 52 | 25 décembre  | Andreas Gabalier                                                     | A Volks-Rock‘n’Roll Christmas                |           |

## Hit-parade de l'année
| Singles | Albums |
| --- | --- |
| 1. The Weeknd – Blinding Lights 2. Saint Jhn - Roses (Imanbek Remix) 3. Tones and I – Dance Monkey 4. Jawsh 685 & Jason Derulo - Savage Love (Laxed – Siren Beat) 5. Topic feat. A7S - Breaking Me 6. Apache 207 - Roller 7. LA Vision & Gigi D’Agostino - Hollywood 8. DaBaby feat. Roddy Ricch - Rockstar 9. 24kGoldn feat. Iann Dior - Mood 10. Nea - Some Say | 1. AC/DC – Power Up 2. Andreas Gabalier - A Volks-Rock‘n’Roll Christmas 3. RAF Camora - Zenit 4. Billie Eilish - When We All Fall Asleep, Where Do We Go? 5. Bruce Springsteen - Letter to You 6. Melissa Naschenweng - LederHosenRock 7. Bonez MC - Hollywood 8. Pizzera & Jaus - Wer nicht fühlen will, muss hören 9. Bande originale - ''Die Eiskönigin II 10. Seiler und Speer - Für immer |